# Europska lignja
Europska lignja (Loligo vulgaris) vrsta je morskih životinja koja spada u razred glavonožaca iz porodice Loliginidae. Neki od naziva za europsku lignju su obična lignja ili kalamar.

## Rasprostranjenost
Europska ili obična lignja obitava diljem Sredozemnog mora, u vodama istočnog Atlantika od Sjevernog mora do Gvinejskog zaljeva. Vrlo je česta i u Jadranu gdje zalazi čak do dubina od 400 metara a u pliće vode izlazi u vrijeme mriješćenja. Prosječna dubina na kojoj se ova vrsta lignje kreće je između 50 i 100 metara.
Europska lignja obično obitava iznad pješčanog ili pješčano-muljevitog morskog dna.

## Opis
Obična lignja može narasti od 30 do 40 cm u duljinu ali prosječna joj je duljina oko 15 do 25 cm. Mužjaci su uglavnom veći od ženki i rastu brže. 
Ima srazmjerno veliku glavu a na glavi joj se nalazi 8 krakova koji imaju po dva reda pipaka te 2 lovna kraka. Unutar glave po sredini se nalazi snažan kljun nalik kljunu papige, kojim drobi i usitnjava svoj plijen. Tijelo je vretenasto i duguljasto s dvije bočne peraje. 
Kao i kod svih mekušaca i nekih riba koža obične lignje je prekrivena brojnim kromatoforima koji imaju zadaću brze promjene boje tijela. Osim obrambene namjene, gdje se boja mijenja u svrhu kamuflaže, stanice kromatofora služe i za primitivni oblik komunikaciju između glavonošaca koja se pogotovo može uočiti za vrijeme parenja. Osnovne boje koje proizvodi su smećkaste, crvene, dok su u mužjaka u prednjem dijelu plašta vidljive crne točkice ili crtice. 
Ima vrlo razvijene oči prekrivene opnom koja je osjetljiva na vibracije.

## Prehrana
Europska lignja je, kao i svi njeni rođaci, predator koji se za lov koristi lovnim kracima. Lovne krake ispaljuje velikom brzinom a pipci na kracima omogućavaju da sigurnije zgrabi plijen i prinese ga ustima s oštrim kljunom. Dok je mala obična lignja se hrani planktonom i sitnijim organizmima, a kad naraste jede i veću ribu, rakove, pa čak i svoje srodnike. Ne ustručava se napasti ni veći plijen od nje same. Zahvaljujući "mlaznom" pogonu vrlo je brza i pokretna. Smatra se da lovi i da se hrani noću.

## Prirodni neprijatelji
Iako je predator, Europska lignja je također i omiljeni plijen raznih drugih morskih predatora poput dupina, modrulja, komarči i drugih većih riba. Omiljena je poslastica i ljudima pa je se izlovljava u velikim količinama.

## Parenje
Iako se obična lignja pari cijele godine, parenje je ipak najintenzivnije krajem jeseni i početkom proljeća. Lignje postaju spolno zrele kada dosegnu 10-16 cm dužine. Mužjaci spolnu zrelost dostižu i ranije jer rastu brže od ženki. Prilikom parenja obične lignje potroše svoje gonade koje više nikada ne mogu nadomjestiti pa ubrzo umiru. Ženka u pravilu izleže oko 6000 jajašaca koje objesi u obliku vrpci na pogodno mjesto. Nakon dvadesetak dana se izlegu malene lignje koje žive kao plankton nekoliko dana.

## Srodnici europske lignje
Postoji veliki broj vrsta lignji srodnika obične lignje, a dokazana je prisutnost u Jadranu:

### Leteći lignjun
Leteći lignjun (lat. Todaropsis eblanae) osim dvije vrste obitelji ommasterephidae (lignjuna velikog i lignjuna malog) kod nas je brojan i leteći lignjun. Ova vrsta živi na dubinama preko 200 metara gdje je brojan. Prepoznatljiv je po svojoj velikoj glavi. Naraste samo do 20 cm te zbog dubine i malog rasta nije poznat široj javnosti. Kao i sve vrste glavonožaca raste brzo i razmnožava se tijekom cijele godine.

### Lignjavac
Lignjavac (lat. Ommastrephes bartramii) još je jedna vrsta obitelji lignjuna koja živi u našem moru, no ulovi ove vrste su najrjeđi od svih ostalih. Kako sve vrste životinja moraju imati neko domaće ime u Hrvatskoj je nazvan lignjavac. Ima dosta šire peraje od ostalih vrsta a inače stanovnik je svjetskih mora do najvećih dubina oceana. Na engleskome se zove „Red squid“ ili „Japanese squid“ i spada u jednu od važnijih ribolovnih vrsta liganja svijeta. U Jadranu je uhvaćen i preko 1 metra dužine. 

### Dugokraki lignjun
Dugokraki lignjun (lat. Chiroteuthis veranyi) oceanski je poznata vrsta dubokih mora vrlo je čudan zbog dužine krakova. Iako mu je tijelo samo 15tak cm dužine krakovi mu prelaze jedan metar. Hrani se planktonom te je krakove posebno razvio za njihovo prikupljanje. 

### Anđeoski liganj
Anđeoski liganj (lat. Ancistroteuthis lichtensteinii) naraste do 30 cm. Pluta morskim dubinama i vrlo je brojan u oceanima.

### Kišobran
Kišobran (lat. Histioteuthis bonnellii) specifičan je po tome što su mu krakovi spojeni te raširen izgleda poput kišobrana. Dužine je do 40 cm i pripada obitelji histioteuthidae koja ima velik broj organa za proizvodnju svjetla. 

### Dragulj
Dragulj (lat. Histioteuthis reversa) također je stanovnik dubina Jadrana ali je jako malih dimenzija do 10 cm.

### Kratkokraki lignjun
Kratkokraki lignjun (lat. Brachuiteuthis riisei) karakterističan je po izrazito dugom trupu i naravno malim krakovima (osim dva lovna). Jako je sitan i naraste do 4 cm dužine.

### Veranski liganj
Jednako sitan je i veranski liganj (lat. Abralia verany) kojemu se trup piramidalno sužava. 

### Borealni liganj
Borealni liganj (lat. Onychoteuthis banksi) česta je vrsta u svim svjetskim morima kao i u Jadranu. Naraste do 30 cm a karakterističan je po tome što nema prianjaljke već kukice. Lovi se u velikim količinama u dalekoj Aziji gdje je prava delikatesa. Još jedna od značajki ove vrste je i ta da ako ugrize čovjeka javlja se osip te rana peče.

## Vanjske poveznice
- Riblje oko  Arhivirana inačica izvorne stranice od 8. veljače 2010. (Wayback Machine)
- Lov lignje, lignjolov